# Władimir Winogradow (lekarz)
Władimir Nikiticz Winogradow (ros. Владимир Никитич Виноградов, ur. 12 marca?/24 marca 1882 w Jelcu, zm. 29 lipca 1964 w Moskwie) – rosyjski i radziecki lekarz, osobisty lekarz Stalina, Bohater Pracy Socjalistycznej (1957).

## Życiorys
Po ukończeniu gimnazjum wstąpił na Wydział Medyczny Uniwersytetu Moskiewskiego, podczas wojny rosyjsko-japońskiej ochotniczo zgłosił się do służby w armii jako felczer. Otrzymał później Krzyż Zasługi Wojskowego Orderu Świętego Jerzego (Krzyż Gieorgijewski) IV klasy. Po powrocie do Moskwy w 1907 ukończył z wyróżnieniem studia medyczne, później pracował w jednej z klinik jako ordynator, w 1921 powrócił na uniwersytet, gdzie od 1924 pracował jako starszy asystent i jednocześnie kierował kliniką chorób zawodowych. W 1929 został kierownikiem oddziału terapii propedeutycznej, a w 1935 terapii zawodowej 2 Moskiewskiego Instytutu Medycznego. Na wczesnym etapie swojej pracy naukowej skupiał się na wczesnej diagnozie raka, gruźlicy płuc i nerek, żółtaczki nieżytowej oraz problemowi sepsy. Napisał kilka prac na temat leczenia ostrego kłębuszkowego zapalenia nerek. Zastosował metodę bronchoskopii do celów diagnostycznych i terapeutycznych (wprowadzenie leków do oskrzeli za pomocą bronchoskopu). W 1944 został członkiem rzeczywistym Akademii Nauk Medycznych ZSRR. Wraz ze swoimi uczniami wniósł znaczny wkład w kardiologię, m.in. badaniu miażdżycy jako częstej przyczynie zawałów. Doszedł do wniosku, że konieczne jest natychmiastowe hospitalizowanie pacjentów z zawałem mięśnia sercowego zamiast 10 dni po wystąpieniu choroby (zgodnie z ówcześnie obowiązującymi instrukcjami), ponieważ pacjenci często umierają z powodu szoku i zapaści oraz groźnych powikłań, którym można zapobiec tylko w szpitalnych warunkach stacjonarnych.
Jako lekarz leczący m.in. Stalina oraz Andrieja Żdanowa i główny oskarżony w sprawie tzw. spisku lekarzy kremlowskich, 4 listopada 1952 został aresztowany przez MGB pod zarzutem spowodowania śmierci Żdanowa, szpiegowanie dla amerykańskiego wywiadu i innych przestępstw i poddany brutalnym przesłuchaniom. Wkrótce po śmierci Stalina (5 marca 1953) sprawa została umorzona z powodu jej sfałszowania, a Winogradow zwolniony 3 kwietnia 1953. Powrócił do aktywnej pracy naukowej. W 1961 z jego inicjatywy otwarto pierwszy w Moskwie oddział zawałowy (kardiologiczny). Został pochowany na Cmentarzu Nowodziewiczym. W 1969 pośmiertnie przyznano mu Nagrodę Państwową ZSRR.

## Odznaczenia
- Medal Sierp i Młot Bohatera Pracy Socjalistycznej (5 sierpnia 1957)
- Order Lenina (pięciokrotnie, 17 września 1943, 26 lutego 1952, 27 października 1953, 5 sierpnia 1957 i 15 lutego 1961)
- Order Czerwonego Sztandaru Pracy (11 lipca 1945)
- Zasłużony Działacz Nauki RFSRR (1940)

I medale.